# Ryparosa micromera
Ryparosa micromera är en tvåhjärtbladig växtart som beskrevs av Van Slooten. Ryparosa micromera ingår i släktet Ryparosa och familjen Achariaceae. Inga underarter finns listade i Catalogue of Life.